# Iris Klein
Iris Klein é uma modelo e rainha de beleza da Alemanha vencedora do concurso Miss Internacional 1989.
Ela foi a segunda representante alemã a conquistar o título, tendo sido precedida por Ingrid Finger, coroada em 1965.

## Participação em concursos de beleza
Iris participou do Miss Alemanha 1986, onde ficou em 2º lugar. Três anos depois ela foi enviada a Kanazawa, Japão, para participar do Miss Internacional, no qual, derrotando outras 46 concorrentes, ela foi coroada Miss Internacional 1989.